# Космос-2370
Космос-2370 је један од преко 2400 совјетских вјештачких сателита лансираних у оквиру програма Космос.
Космос-2370 је лансиран са космодрома, 3. маја 2000. Ракета-носач Сојуз је поставила сателит у орбиту око планете Земље. 